# Фатаву, Абдул
Абдул Фатаву Иссахаку (англ. Abdul Fatawu Issahaku; родился 8 марта 2004) — ганский футболист, крайний полузащитник клуба «Лестер Сити» и национальной сборной Ганы.

## Клубная карьера
В 2019 году пятнадцатилетний Иссахаку начал играть за клуб «Стедфаст» из города Тамале. В своём дебютном сезоне забил 8 голов и сделал 5 голевых передач в 13 матчах, после чего все соревнования в Гане были приостановлены в связи с пандемией COVID-19. В своём втором сезоне забил 12 голов и сделал 12 голевых передач в 14 матчах чемпионата, и 8 раз признавался лучшим игроком матча. В октябре 2021 года был включён в список 60 самых талантливых футболистов 2004 года, составленный британской газетой «Гардиан», со следующей характеристикой: «возможно, лучший африканский талант своего поколения».
12 февраля 2022 года перешёл в португальский «Спортинг», присоединившись к команде до 23 лет. 13 августа 2022 года дебютировал за «Спортинг» в матче чемпионата Португалии против «Риу Аве» (3:0). Всего до конца сезона принял участие в 12 матчах «Спортинга», в основном выходя на замену. Также в сезоне 2022/23 выступал за фарм-клуб лиссабонского клуба, за который в 13 матчах забил два гола.
31 августа 2023 года на правах аренды перешёл в английский «Лестер Сити», выступавший в Чемпионшипе. 2 сентября дебютировал за новый клуб, выйдя на замену в матче против «Халл Сити» (0:1). 23 апреля 2024 года оформил хет-трик в ворота «Саутгемптона». По итогам сезона, в котором Фатаву забил семь голов и отдал 13 результативных передач, «Лестер Сити» выиграл Чемпионшип, в результате чего была активирована опция арендного соглашения, по которой английский клуб обязан был выкупить игрока в случае повышения в классе. Фатаву подписал с английским клубом контракт на 5 лет.
19 августа 2024 года дебютировал в Премьер-лиге в матче против «Тоттенхэм Хотспур» (1:1), в котором отдал результативную передачу.

## Карьера в сборной
В 2020 году был капитаном сборной Ганы до 17 лет в отборочном турнире к Кубку африканских наций для игроков до 17 лет.
В 2021 году был вызван в сборную Ганы до 20 лет. Был включён в заявку сборной на Кубок африканских наций (до 20 лет) 2021 года. Провёл все матчи сборной на турнире, забив два гола на групповом этапе. Сборная Ганы до 20 лет в четвёртый раз в своей истории выиграла данный турнир. Абдул был признан лучшим игроком турнира.
9 сентября 2021 года дебютировал за главную сборную Ганы в матче отборочного турнира к чемпионату мира против сборной Зимбабве.
14 ноября 2022 года был включён в официальную заявку сборной Ганы для участия в матчах чемпионата мира 2022 года в Катаре.

## Достижения

### Командные достижения
Сборная Ганы (до 20 лет)
- Обладатель Кубка африканских наций (до 20 лет): 2021

«Лестер Сити»
- Победитель Чемпионшипа Английской футбольной лиги: 2023/24

### Личные достижения
- Лучший игрок Кубка африканских наций (до 20 лет): 2021
- Член «команды турнира» Кубка африканских наций (до 20 лет): 2021
- Награда Одарти Лэмпти «будущей звезде» Ганы: 2021[17]